# Фестинг, Мэтью
Роберт Мэтью Фестинг (англ. Robert Matthew Festing, 30 ноября 1949, Нортамберленд, Великобритания — 12 ноября 2021) — 79-й Князь и Великий магистр Суверенного военного гостеприимного ордена Святого Иоанна, Иерусалима, Родоса и Мальты (2008—2017).

## Биография
Сын сэра Фрэнсиса Фестинга, фельдмаршала и начальника имперского Генерального штаба Великобритании с 1958 по 1961 год. Великий магистр являлся потомком кавалера Мальтийского ордена блаженного Адриана Фортескью, замученного в 1539 году.
Получил историческое образование в Исторической школе бенедиктинцев в Йоркшире и в Колледже Св. Иоанна в Кембридже.
Проходил службу в гренадерских частях и имеет чин полковника резерва.
Являлся заместителем лорда-лейтенанта Нортумберленда.
В 1977 году становится членом Ордена.
1993—2008 — Великий приор Великобритании.
Осуществлял руководство гуманитарными миссиями Ордена в Боснии, Сербии, Хорватии и Косово.
11 марта 2008 года был избран 79-м Князем и Великим магистром Суверенного военного гостеприимного ордена Святого Иоанна, Иерусалима, Родоса и Мальты.
В 2012 году совершил официальный визит в Россию, в ходе которого встретился с Патриархом Московским и всея Руси Кириллом и открыл выставку в Московском Кремле «Сокровища Мальтийского Ордена». В 2015 он посетил Санкт-Петербург, во время этого официального визита Мэтью Фестинг посетил различные места, связанные с историей Мальтийского ордена, а также принял участие в открытии выставки «Портреты россиян-кавалеров Мальтийского ордена» в Государственном Эрмитаже. 
24 января 2017 года по просьбе папы римского Франциска покинул свой пост в результате разногласий по поводу отставки в декабре 2016 года Великого Канцлера Альбрехта фон Бослагера.
На 72-м году жизни из-за проблем со здоровьем был госпитализирован 4 ноября 2021 года, скончался в больнице 12 ноября.

## Награды
- Офицер ордена Британской империи (1998 год)
- Кавалер Большого креста на цепи ордена Звезды Румынии (2008 год)[7]
- Кавалер Большого Креста на цепи ордена «За заслуги перед Итальянской Республикой» (Италия, 27 октября 2008 года)[8]
- Кавалер ордена Короля Томислава с лентой и Большой Звездой (Хорватия, 19 ноября 2008 года)[9]
- Орден «Стара планина» с лентой (Болгария, 13 мая 2009 года)[10]
- Кавалер Большого креста ордена Трёх звёзд (Латвия, 14 октября 2008 года)[11]
- Кавалер Большого креста ордена Святого Карла (Монако, 14 октября 2009 года)[12]
- Кавалер Большой цепи ордена Сантьяго и меча (Португалия, 23 ноября 2010 года)[13]
- Большая звезда ордена Заслуг Княжества Лихтенштейн (2011 год)[14]
- Орденская цепь Мануэля Амадора Герреро (Панама, 2016)
- Орден «За исключительные заслуги» (Словения, 2016)
- Орден Славы (Армения, 24 октября 2016 года) — за укрепление и развитие межгосударственных отношений между Республикой Армения и Суверенным Военным Мальтийским Орденом, а также за значительный вклад в дело признания Геноцида армян[15]
- Императорский Орден Святого Андрея Первозванного (Российский императорский дом, 27 марта 2014 года)[16]